# If You Want Blood You’ve Got It
If You Want Blood You’ve Got It (englisch für ‚Wenn ihr Blut wollt, bekommt ihr es‘) ist das erste Livealbum der australischen Hard-Rock-Band AC/DC und das einzige mit Bon Scott als Sänger. Es ist das letzte AC/DC-Album der Bon-Scott-Ära, das von Harry Vanda und George Young produziert wurde, die auch für die ersten fünf Studioalben der Band verantwortlich waren. Im Jahre 1994 wurde das Album von Atco Records erneut veröffentlicht, ebenso 2003 von Epic Records als Teil der AC/DC-Remasters-Serie.

## Hintergrund
Das Album entstand während der Powerage-Tour, größtenteils am 30. April 1978 im Apollo Theater in Glasgow, Schottland. Zur Zugabe kam die Band im Outfit der schottischen Fußballnationalmannschaft auf die Bühne.
Die Lieder Dog Eat Dog und Fling Thing wurden zwar bei dem Auftritt gespielt, aber nicht auf das Album übernommen. Die Live-Version von Dog Eat Dog kam im November 1978 auf die B-Seite der Whole Lotta Rosie-Single. Der Film-Mitschnitt des Konzerts wurde offiziell nie komplett veröffentlicht. Nur die Songs Riff Raff, Rock ‘n’ Roll Damnation und Teile von Fling Thing/Rocker erschienen im Jahr 2005 auf der DVD Family Jewels sowie Bad Boy Boogie (nur auf der Special 3-DVD Box), Let There Be Rock, Dog Eat Dog und nochmals Rock ’n’ Roll Damnation erschienen 2007 auf der DVD Plug Me In.
Ein Stück mit dem Namen If You Want Blood (You’ve Got It) erschien auf dem folgenden Album Highway to Hell.
Bei The Jack fragt Bon Scott das Publikum, ob es noch Jungfrauen in Glasgow gebe: “Are there any virgins in Glasgow?”

## Titelliste
Alle Titel geschrieben von Angus Young, Malcolm Young & Bon Scott.
Seite eins:
1. Riff Raff – 5:10
2. Hell Ain’t a Bad Place to Be – 4:02
3. Bad Boy Boogie – 7:35
4. The Jack – 5:43
5. Problem Child – 4:32

Seite zwei:
1. Whole Lotta Rosie – 3:50
2. Rock ‘n’ Roll Damnation – 3:30
3. High Voltage – 6:00
4. Let There Be Rock – 8:15
5. Rocker – 3:00

## Rezeption
If You Want Blood You’ve Got It erhielt überwiegend positive Kritiken und gehört zu den beliebtesten Live-Alben der Rockgeschichte. Es wurde z. B. 2003 von den Lesern des englischen Classic Rock-Magazins auf Platz 2 der besten Livealben aller Zeiten gewählt. Das Rockmagazin Rock Hard listete es 2007 auf Platz 24 seiner Bestenliste von 500 Rock- und Metalalben. Damit war es das viert-bestplatzierte Livealbum dieser Aufstellung. Das Magazin vergab 9 von 10 Punkten, bemängelt wurde von Götz Kühnemund lediglich, dass es sich bei If You Want Blood You’ve Got It nicht um ein Doppelalbum handele, auf dem Klassiker wie Live Wire oder Sin City Platz gefunden hätten. 2020 besprach Tom Lubowski im Metal Hammer If You Want Blood You’ve Got It anlässlich eines Beitrags über die nach Meinung des Magazins besten Live-Alben der Rock- und Metalgeschichte. Lubowski hob besonders die abwechslungsreichen Bühnendarbietungen der Songs im Vergleich zu ihren Studioäquivalenten hervor, mit denen Frontmann Bon Scott „seinen Legendenstatus als Rockstar-Schablone [zementiert], an der es sich fortan zu messen galt“.

## Kommerzieller Erfolg

### Chartplatzierungen
Das Album schaffte es im Oktober 1978 auf Platz 13 der Albumcharts von Großbritannien. Weiterhin platzierte es sich auf Platz 113 in den USA.
| ChartsChartplatzierungen       | Höchstplatzierung | Wochen |
| ------------------------------ | ----------------- | ------ |
| Deutschland (GfK)              | 73 (1 Wo.)        | 1      |
| Schweiz (IFPI)                 | 29 (1 Wo.)        | 1      |
| Vereinigte Staaten (Billboard) | 113 (14 Wo.)      | 14     |
| Vereinigtes Königreich (OCC)   | 13 (59 Wo.)       | 59     |

### Auszeichnungen für Musikverkäufe
| Land/Region                  | Auszeichnungen für Musikverkäufe (Land/Region, Auszeichnung, Verkäufe) | Verkäufe  |
| ---------------------------- | ---------------------------------------------------------------------- | --------- |
| Australien (ARIA)            | 3× Platin                                                              | 210.000   |
| Deutschland (BVMI)           | Platin                                                                 | 500.000   |
| Frankreich (SNEP)            | Gold                                                                   | 100.000   |
| Schweiz (IFPI)               | Gold (Wea) · + Gold (Warner)                                           | 50.000    |
| Spanien (Promusicae)         | Gold                                                                   | 50.000    |
| Vereinigte Staaten (RIAA)    | Platin                                                                 | 1.000.000 |
| Vereinigtes Königreich (BPI) | Gold                                                                   | 100.000   |
| Insgesamt                    | 5× Gold · 4× Platin ·                                                  | 2.010.000 |

Hauptartikel: AC/DC/Auszeichnungen für Musikverkäufe